# Šatornja
Šatornja falu Horvátországban, Sziszek-Monoszló megyében. Közigazgatásilag Glinához tartozik.

## Fekvése
Sziszek városától légvonalban 32, közúton 43 km-re délnyugatra, községközpontjától légvonalban 6, közúton 7 km-re nyugatra fekszik. Déli részén halad át a Glinát Vojnić-csal összekötő 6-os számú főút.

## Története
Šatornja a környék számos településéhez hasonlóan a 17. század vége felé horvátokkal népesült be. 1696-ban a szábor a bánt tette meg a Kulpa és az Una közötti határvédő erők parancsnokává, melyet hosszas huzavona után 1704-ben a bécsi udvar is elfogadott. Ezzel létrejött a Báni végvidék, horvátul Banovina (vagy Banja), mely katonai határőrvidék része lett. 1745-ben megalakult a Glina központú első báni ezred, melynek fennhatósága alá ez a vidék is tartozott. 1881-ben megszűnt a katonai közigazgatás. A falunak 1857-ben 598, 1910-ben 799 lakosa volt. 1918-ban az új szerb-horvát-szlovén állam, majd később Jugoszlávia része lett.
A második világháború idején a Független Horvát Állam része volt. A délszláv háború előestéjén lakosságából 409 horvát,  29 szerb nemzetiségű volt. A falu 1991. június 25-én a független Horvátország része lett. 1991 őszén elfoglalták a szerb erők és a horvát lakosságot elűzték. 1995. augusztus 8-án a Vihar hadművelettel foglalta vissza a horvát hadsereg. A településnek 2011-ben 176 lakosa volt, akik mezőgazdasággal és állattartással foglalkoztak. A falunak alapiskolája, tűzoltó szerháza van.

## Népesség
| Lakosság változása | Lakosság változása | Lakosság változása | Lakosság változása | Lakosság változása | Lakosság változása | Lakosság változása | Lakosság változása | Lakosság változása | Lakosság változása | Lakosság változása | Lakosság változása | Lakosság változása | Lakosság változása | Lakosság változása | Lakosság változása |
| ------------------ | ------------------ | ------------------ | ------------------ | ------------------ | ------------------ | ------------------ | ------------------ | ------------------ | ------------------ | ------------------ | ------------------ | ------------------ | ------------------ | ------------------ | ------------------ |
| 1857               | 1869               | 1880               | 1890               | 1900               | 1910               | 1921               | 1931               | 1948               | 1953               | 1961               | 1971               | 1981               | 1991               | 2001               | 2011               |
| 598                | 596                | 541                | 633                | 753                | 799                | 730                | 788                | 772                | 788                | 724                | 658                | 529                | 434                | 272                | 176                |

## Nevezetességei
A faluban három régi vízimalom (Prkos, Žugajski) található.